# Пушкарівка (Кам'янський район)
Пушкарі́вка — село в Україні, у Кам'янському районі Дніпропетровської області. Колишній центр Пушкарівської сільської ради. Населення за переписом 2001 року складало 3 443 особи.

## Розташування
Пушкарівка розташована на лівому березі річки Самоткань неподалік її місця впадіння у Дніпро. Межує з містом Верхньодніпровськ, фактично є його околицею. На протилежному березі Самоткані розташоване Заріччя.
Поруч проходить автомобільна дорога Н08.

## Історія
В околицях села Пушкарівка виявлено поселення і досліджені кургани епохи бронзи (II—I тисячоліття до н. е.).
За історичними джерелами заснування села належить до періоду освоєння Дикого Поля в XVII столітті. Назва Пушкарівка пов'язана з тим, що село належало козацькому полковнику Мартину Пушкарю[джерело?].
У 1752–1764 роках входило до складу Новослобідського козацького полку. У 1770 Пушкарівка передана з Протовчанської до Орільської паланки Запорізької Січі.
Згодом село стало центром Пушкарівської волості Верхньодніпровського повіту Катеринославської губернії.
За даними на 1859 рік в селі мешкало 2 952 особи (1427 чоловіків та 1525 жінок), налічувалось 354 двори.
Станом на 1886 рік населення становило 3 542 особи, налічувалось 550 дворів, були православна церква, школа та відбувався щорічний ярмарок.
За переписом 1897 року кількість мешканців зросла до 4885 осіб (2446 чоловічої статі та 2439 — жіночої), з яких 4869 — православної віри.
У 1908 році в селі мешкала 7201 особа (3536 чоловіків та 3665 жінок), налічувалось 1027 дворових господарств.
Під час організованого радянською владою Голодомору 1932—1933 років померло щонайменше 383 жителі села.
У 1964 році під час будівництва Кам'янського водосховища, частина села була перенесена на нове місце. Також до Пушкарівки було приєднане село Чонгарівка, а жителів сусіднього села Чаплинка у Пушкарівку змусила переселитися Радянська влада.
У 1980-тих роках село було частиною міста Верхньодніпровська, указом Верховної Ради УРСР у 1989 році знову виділене як окремий населений пункт.

## Сучасність

### Промисловість і побут
Працює декілька агрофірм та фермерських господарств, одне комунальне підприємство, дрібні будівельні, виробничі (меблі) підприємства та підприємства сфери послуг.

### Транспорт
Поруч із селом проходить автошлях національного значення Н08, а також автодорога регіонального значення Т 0415 Верхньодніпровськ — Вільногірськ.

### Освіта, медицина, культура
В селі є середня загальноосвітня школа, лікарська амбулаторія, будинок культури, бібліотека.

## Населення

### Мова
Розподіл населення за рідною мовою за даними перепису 2001 року:
| Мова            | Кількість | Відсоток |
| --------------- | --------- | -------- |
| українська      | 3244      | 94.22%   |
| російська       | 190       | 5.52%    |
| білоруська      | 5         | 0.14%    |
| румунська       | 2         | 0.06%    |
| інші/не вказали | 2         | 0.06%    |
| Усього          | 3443      | 100%     |

## Відомі люди
В селі народилися:
- Баранник Дмитро Харитонович (1923—2009) — український мовознавець.
- Петренко Надія Іванівна (1930—2005) — український скульптор.